# Ingrid Goes West
Ingrid Goes West ist eine US-amerikanische Tragikomödie von Matt Spicer, die am 20. Januar 2017 im Rahmen des Sundance Film Festivals ihre Weltpremiere feierte und am 4. August 2017 in die US-amerikanischen Kinos kam.

## Handlung
Alles was die geistig verwirrte Ingrid Thorburn will, sind Freunde, und der einzige Weg, den sie kennt, diese zu bekommen, ist online über Anwendungen wie Instagram und in einem Umfeld, in dem Menschen ihr Selbstwertgefühl nach „Likes“ richten. Manchmal sucht sie ihre „Freunde“, deren Leben sie im Internet verfolgt, auch im realen Leben auf; so Charlotte, bei deren Hochzeit sie auftaucht, nachdem sie bei Instagram von dieser erfahren hat, und die Braut mit Pfefferspray angreift, weil sie nicht auf der Gästeliste stand. Wie die meisten ihrer Freunde kennt Charlotte die Stalkerin allerdings gar nicht.
Nach einer Zeit in einer psychiatrischen Klinik beginnt Ingrid nach einem neuen „Best Friend Forever“ zu suchen und stolpert in einem Hochglanzmagazin über einen Artikel über Taylor Sloane. Sie ist von dem Social-Media-Star so besessen, dass sie alles stehen und liegen lässt, um in die Nähe ihres Idols nach Venice Beach zu ziehen. Ingrid glaubt, dass Taylor ein perfektes Leben führt. Ingrids Verhalten ist beunruhigend, und sie wird zunehmend gefährlich.

## Produktion

### Stab und Besetzung
Es handelt sich um das Spielfilmregiedebüt von Matt Spicer, der gemeinsam mit David Branson Smith auch das Drehbuch zum Film schrieb.
Die titelgebende Hauptrolle von Ingrid Thorburn wurde mit der halb Irin, halb Puerto-Ricanerin Aubrey Plaza besetzt, die für ihren trockenen Humor bekannt ist. Elizabeth Olsen spielt Taylor Sloane, die von Ingrid gestalkt wird.
Der Rapper und Schauspieler O’Shea Jackson junior, der Sohn von Ice Cube, spielt im Film Dan Pinto. Es handelt sich um Jacksons zweite Filmrolle, der für Straight Outta Compton erstmals vor der Kamera gestanden hatte. Wyatt Russell spielt Ezra O’Keefe, Pom Klementieff übernahm die Rolle von Harley Chung, und Billy Magnussen spielt Nicky Sloane. In weiteren Rollen sind Charlie Wright, Hannah Pearl Utt und Angelica Amor zu sehen.

### Dreharbeiten und Filmmusik

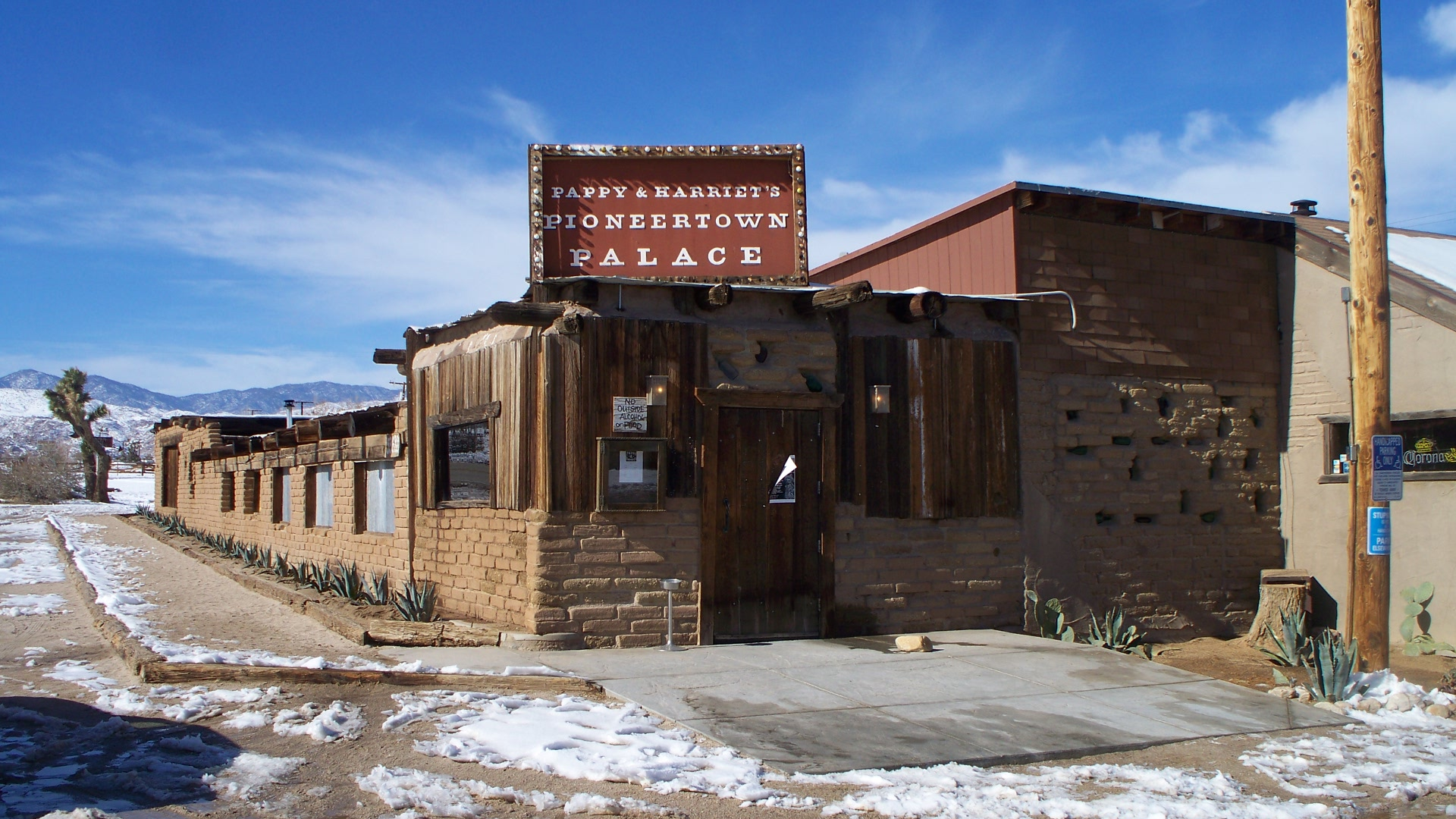
Letzte Szenen des Films wurden in Joshua Tree und dem nahegelegenen Nationalpark gedreht, wie hier im Pappy & Harriet's Pioneertown Palace

Die Dreharbeiten fanden zum Großteil in Los Angeles statt, wo sie am 11. Juli 2016 begonnen wurden. Am 12. August 2016 wurden die Dreharbeiten in der kalifornischen Kleinstadt Joshua Tree beendet. In der Wüstenstadt Pioneertown am Rande des Joshua-Tree-Nationalparks hatte man auch in dem Honky-Tonk Pappy & Harriet's Pioneertown Palace gedreht.
Die Filmmusik wurde von Nick Thorburn komponiert.

### Veröffentlichung
Der Film feierte am 20. Januar 2017 im Rahmen des Sundance Film Festivals seine Weltpremiere. Im Juni 2017 wurde der Film beim Sydney Film Festival gezeigt. Am 4. August 2017 kam der Film in die US-amerikanischen Kinos. Im Oktober 2017 wurde der Film beim London Film Festival gezeigt. Im November 2017 war der Film Teil des Filmfestivals in Stockholm.

## Rezeption

### Kritiken
Der Film konnte bislang 86 Prozent der Kritiker bei Rotten Tomatoes überzeugen.
Peter Debruge von Variety schrieb, Spicers Film zeuge von einem großen Verständnis dafür, auf welche seltsame Art und Weise wir es sozialen Medien erlauben, unsere Gefühle zu manipulieren.

### Auszeichnungen

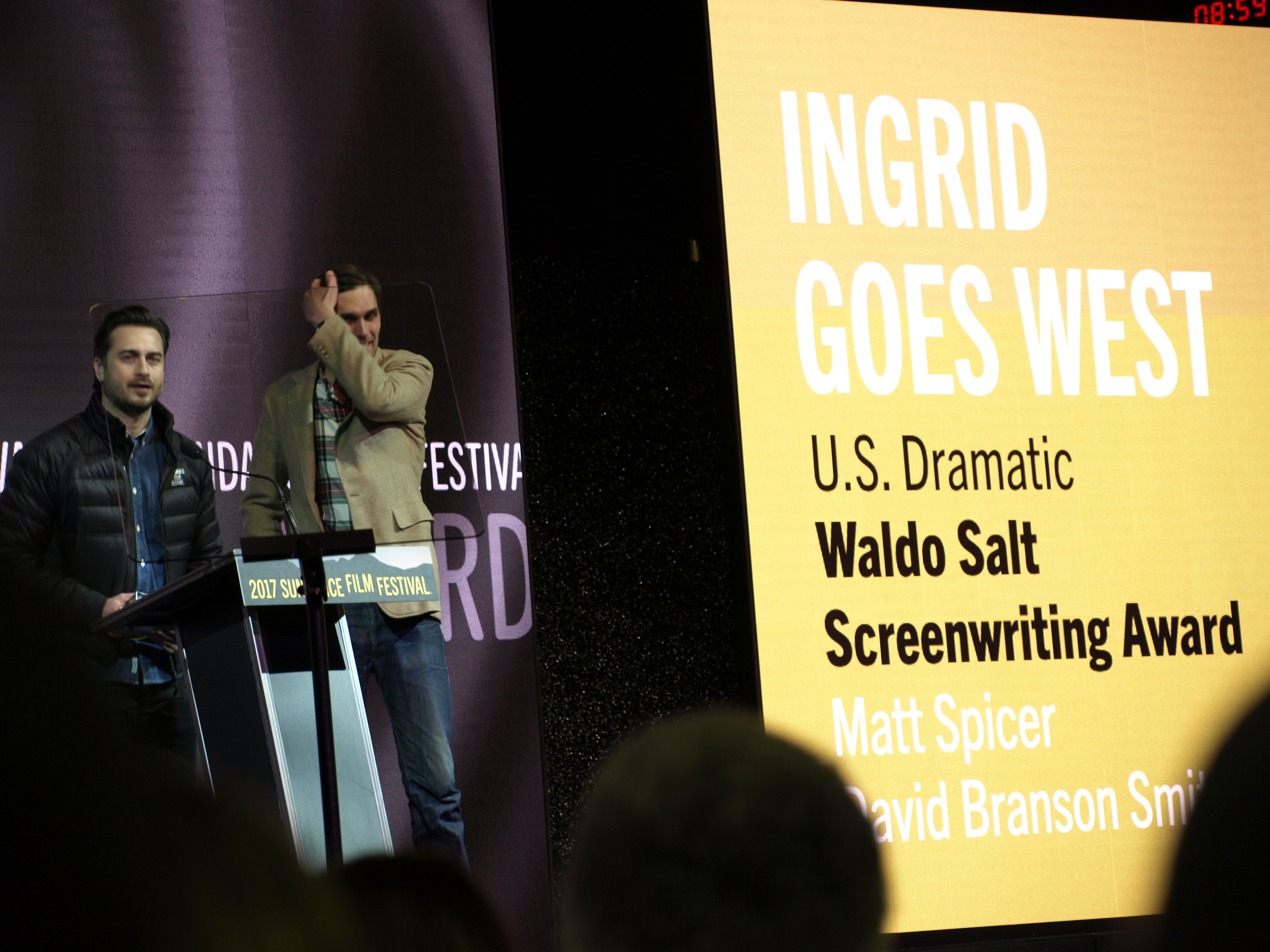
Matt Spicer und David Branson Smith beim Sundance Film Festival

Guild of Music Supervisors Awards 2018
- Nominierung in der Kategorie Best Music Supervision in Motion Picture Under 5M (Maggie Phillips)[10]

Independent Spirit Awards 2018
- Auszeichnung als Bester Erstlingsfilm (Matt Spicer)
- Nominierung als Bestes Erstlingsdrehbuch (David Branson Smith und Matt Spicer)[11][12]

Sundance Film Festival 2017
- Nominierung als Wettbewerbsfilm im U.S. Dramatic Competition
- Auszeichnung mit dem Waldo Salt Screenwriting Award – U.S. Dramatic (Matt Spicer und David Branson Smith)[13]